# 제1차 스웨덴 십자군
제1차 스웨덴 십자군(핀란드어: ensimmäinen ristiretki Suomeen 엔시매이넨 리스티레트키 수오멘[*], 스웨덴어: Första svenska korståget)은 1150년대에 스웨덴 국왕 에리크 9세와 잉글랜드 출신 주교 헨리쿠스의 주도로 핀란드 지역을 원정했다고 알려진 십자군이다. 핀인 이교도들이 스웨덴을 자주 노략질함에 따라 일어났다고 한다. 십자군 원정 이후 헨리쿠스 주교는 쾨윌리외호에서 랄리라는 이교도 주민에게 살해되었다.
제1차 스웨덴 십자군에 관한 가장 이른 사료는 13세기에 발견된다. 전통적으로 스웨덴 십자군은 천주교회와 스웨덴이 핀란드의 이교도 핀인들을 기독교로 개종시킨 과정이었다고 이해되었다. 하지만 핀란드 남서부에서는 10세기부터 이미 기독교화가 진행되었고, 12세기에는 아마 완전히 기독교화가 완료되었을 것이다. 그래서 현재 제1차 스웨덴 십자군은 그 진위여부 자체가 의심되고 있다.

## 같이 보기
- 제2차 스웨덴 십자군
- 제3차 스웨덴 십자군
- 북방십자군